# Liquido

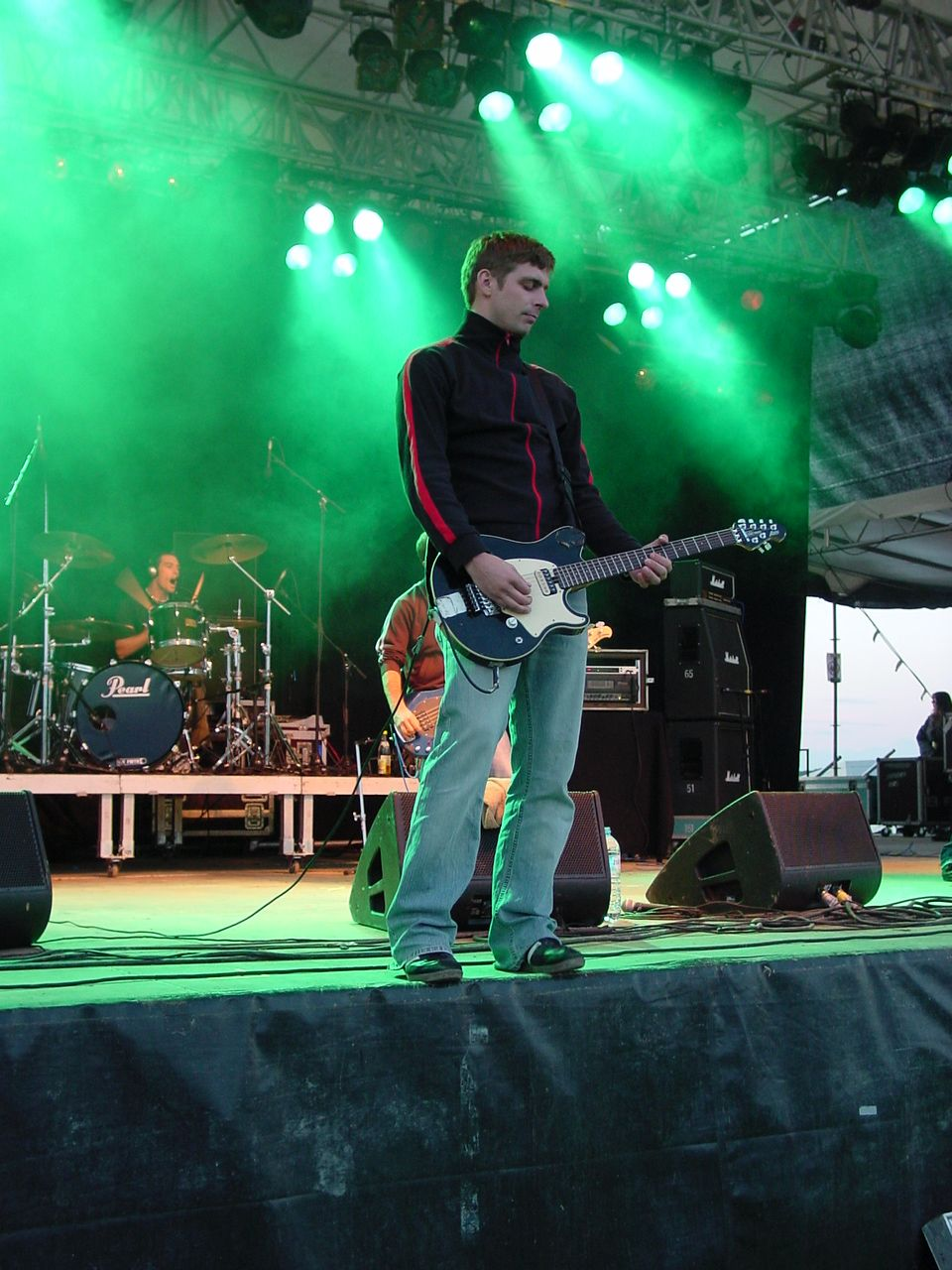
Líquido en concierto

Líquido era el nombre de una banda de pop rock alternativo alemana formada desde sus inicios, en 1996, por cuatro amigos: Wolle Maier (batería), Tim Eiermann (voces, guitarras), Wolfgang Schrödl (voces, guitarras, teclados) y Stefan Schulte-Holthaus (bajo).
Su mayor éxito internacional fue justamente su primer sencillo, Narcotic, lanzado en una maqueta y que vendió unas 700.000 copias cuando Virgin Records lo relanzó en 1998. La canción llegó a ser elegida la «segunda mejor de todos los tiempos» por una emisora local germana, tras Stairway to Heaven de Led Zeppelin.
Después de Narcotic, el grupo intentó sin éxito regresar a la gran escena. Después de dos intentos fallidos con Virgin, decidieron romper con esa compañía discográfica y unirse al nuevo sello Nuclear Blast. Fruto de estos intentos son los discos At the Rocks (2000), Alarm, Alarm! (2002) y Float (2005).
El 17 de marzo de 2008 vio la luz ZoomCraft, el último álbum de la banda, mucho más electrónico y con melodías más comerciales. El sencillo de debut fue GameBoy.
El 27 de enero de 2009, tras doce años de carrera, se hace oficial la disolución del grupo a través de un mensaje en su página web, aduciendo diferencias personales y musicales. A raíz de la ruptura Stefan y Wolfgang inician un nuevo proyecto juntos bajo el nombre de Unter Ferner Liefen, del que también forma parte el guitarrista Sven Rickert. Se da la circunstancia además de que ambos artistas habían tenido proyectos paralelos a Liquido antes de la disolución. Stefan es líder del grupo alternativo Cages Band, en el que también actúa Sven Rickert.

## Discografía
- Zoomcraft (2008)

1. "Zoomlevel 1.0 : Acting Large"
2. "Drop Your Pants"
3. "A One Song Band"
4. "2 Square Meters"
5. "Pop The Bottle"
6. "Beyond The Turmoil"
7. "On A Mission"
8. "Zoomlevel 2.0 : Flying High"
9. "Hypocrite"
10. "Way To Mars"
11. "Gameboy"
12. "Mercury"
13. "Zoomlevel 3.0 : The Afterglow"
14. "We Are Them"
15. "Best Strategy"
16. "Easy"
17. "Agree To Stay"

- Float (2005)

1. Flip To Play
2. Lay Your Head Down
3. Love Me Love Me
4. Bulletin
5. Mr. Officer
6. Ordinary Life
7. Fake Boys/Girls
8. No Sensitive Healing
9. The Final Strike
10. High Roller
11. Drag Me Down
12. The Standard
13. Jump Off
14. Valentine
15. Prostitute [Bonus Track]

- Ordinary Life (2005)

1. Ordinary Life
2. The Jump Off
3. At The Movies

- Stay With Me (2002)

1. Stay With Me
2. All Dead Wrong
3. Gone To Lose
4. Brown Girl In The Ring

- Alarm! Alarm! (2002)

1. 7"
2. Stay With Me
3. All Dead Wrong
4. Shoot Me, I'm a Fool
5. Why Are You Leaving?
6. Not Again
7. Umbrella Song
8. Just A Boy
9. Page One
10. Get It All Done
11. Wine Like Water
12. What's Next
13. What The Heck!
14. Take Off, Go Far

- Why Are You Leaving? (2002)

1. Why Are You Leaving?
2. Get It All Done
3. Lay Back, Darling
4. Twist & Shout

- Tired (2000)

1. Tired (radio)
2. Tired (versión larga)
3. Gone To Loose
4. Suzanne (Is A Liar)

- Made In California (2000)

1. Made In California
2. Crown's Nest
3. Ticket To Anywhere (pro-fantasy mix)
4. Video/Multimedia Track

- At The Rocks (2000)

1. The Joke Is On You
2. Parkdrive 31
3. Catch Me
4. Tired
5. The Opera
6. Made In California
7. Play Some Rock
8. On The Radio
9. Suzanne (Is A Liar)
10. Finally Fine
11. Curtain Fall

- Play Some Rock (2000)

1. Play Some Rock
2. Curtain Fall (versión larga)
3. Heartbreaker No. 1
4. Fake Of Emotions (demo del 96)

- Clicklesley (1999)

1. Clicklesley (versión sencillo)
2. Clicklesley (versión álbum)
3. Forever Yours
4. Narcotic (demo del 96)

- Doubledecker (1999)

1. Doubledecker (radio)
2. Sick Strip Game
3. Clown
4. Focus (demo del 96)

- Líquido (1999)

1. I Won't Try
2. Swing It
3. Doubledecker
4. Clicklesley
5. Wake Me Up
6. I'll Have It All Today
7. Narcotic
8. What You Keep Inside
9. Clown
10. Ticket To Anywhere
11. Saturday Rocks

- Narcotic (1998)

1. Narcotic (radio)
2. Narcotic (versión larga)
3. Amie

- Narcotic (Demo del 96) (1996)

1. Narcotic
2. Fake Of Emotion
3. Totally Snug
4. Focus